# كايلا داي
كايلا داي (بالإنجليزية: Kayla Day)‏ مواليد 28 سبتمبر 1999 في كاليفورنيا، الولايات المتحدة، هي لاعبة كرة مضرب أمريكية تلعب باليد اليسرى وتحتل حالياً المرتبة 128 (أغسطس 28, 2017) في تصنيف رابطة محترفات كرة المضرب.

## روابط خارجية
- كايلا داي على موقع رابطة محترفات التنس (الإنجليزية)
- كايلا داي على موقع الاتحاد الدولي لكرة المضرب (الإنجليزية)
- كايلا داي على موقع خلاصة التنس.كوم (الإنجليزية)
- كايلا داي على موقع إي إس بي إن.كوم (الإنجليزية)